# Société des Irlandais unis
La Société des Irlandais unis (en anglais : Society of the United Irishmen ; en irlandais : Cumann na nÉireannach Aontaithe) était une organisation politique radicale irlandaise créée au XVIIIe siècle pour obtenir une réforme parlementaire du pays. Elle évolua en organisation républicaine révolutionnaire inspirée par la révolution américaine et la Révolution française. Soutenue par le gouvernement français du Directoire, elle déclencha la Rébellion irlandaise de 1798 avec pour objectif de mettre fin à la domination britannique sur l'Irlande et de créer une république irlandaise indépendante.

## Création

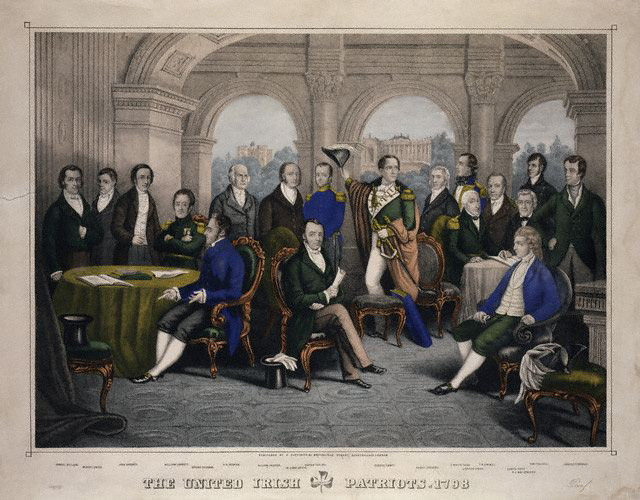
Société des Irlandais unis.

Au cours des années 1780, quelques membres libéraux du Parti patriotique irlandais de la « Protestant Ascendancy », classe dominante anglicane des riches propriétaire irlandais, souhaitèrent favoriser le développement des libertés et accroître les droits des catholiques et des presbytériens qui constituaient la grande majorité de la population irlandaise mais étaient totalement exclus de la vie publique par les Lois pénales, en vigueur en Irlande depuis 1691. Ce mouvement était dirigé par les Volontaires irlandais et le Parlement irlandais d'Henry Grattan. Bien que ce mouvement ait obtenu des résultats avec le vote de plusieurs lois d'émancipation des catholiques entre 1778 et 1784, il ne fit plus rien jusqu'en 1793. Cela frustrait de nombreux Irlandais qui considéraient la classe dirigeante entièrement aux ordres de la Grande-Bretagne et ne cherchant donc pas à défendre les intérêts irlandais. Quelques Irlandais étaient convaincus que leur Parlement n'accepterait jamais de réforme parlementaire s'il restait sous le contrôle de la classe dirigeante protestante.
En 1791 Thomas Paine publia son ouvrage Rights of Man (Droits de l'homme) qui eut une grande influence pour la promotion de l'amélioration des droits des Irlandais. En septembre 1791, l'Irlandais Theobald Wolfe Tone publia Argument on Behalf of the Catholics of Ireland (Argument avancé au nom des catholiques d'Irlande), qui énonçait que « les divisions religieuses étaient un outil de l'élite pour (…) monter une partie de la population contre l'autre et pour rire de la défaite des deux » et prôna l'unité entre catholiques, protestants et presbytériens. Tone était extrêmement influent. Tone et son ami Thomas Russell (en) étaient des partisans passionnés des droits des catholiques. Un groupe de neuf presbytériens de Belfast intéressé par la réforme du Parlement irlandais lut la brochure de Tone et aima ses idées. Il invita Tone et Russell à Belfast, où le groupe se réunit le 14 octobre 1791. Lors de cette première réunion, le groupe, qui devait être connu sous le nom d'Irlandais unis, approuva les trois résolutions suivantes :
1. le poids de l'influence anglaise dans le gouvernement de ce pays était trop fort pour obtenir une union cordiale entre tous les peuples d'Irlande, alors qu'un juste équilibre était essentiel à la préservation de nos libertés et au développement de notre commerce ;
2. le seul moyen constitutionnel pour compenser cette influence passait par une réforme complète et radicale du Parlement ;
3. cette réforme ne pourrait être juste si elle ne comprenait pas les Irlandais de toutes tendances religieuses.

Tous les participants à la première réunion étaient protestants. Deux (Theobald Wolfe Tone et Thomas Russell) étaient anglicans et les autres presbytériens, la plupart engagés dans le commerce du lin à Belfast. Avec Tone et Russell, figuraient William Sinclair, Henry Joy McCracken, Samuel Neilson, Henry Haslett, Gilbert McIlveen, William Simms, Robert Simms, Thomas McCabe et Thomas Pearce.
Le mouvement apporta son soutien au Comité catholique, qui avait lutté pour obtenir le vote des lois d'émancipation catholique par le Parlement, l'abrogation des lois pénales encore en vigueur et la suppression de la loi sur la dîme. Il s'agissait de supprimer l'incapacité juridique sans avoir à approuver le catholicisme lui-même. Comme leurs alliés révolutionnaires français, les Irlandais unis voulaient déchristianiser leur nouvel État. Leur but était de séparer religion et politique.
Jusqu'en 1792, la société partagea les vues d'Henry Grattan bien qu'elle divergea d'avec lui sur la meilleure méthode à employer pour atteindre ses objectifs. Grattan, suivi par Edmund Burke, estimait que la poursuite progressive de la réforme était la meilleure. Cette réforme était contestée par la majorité protestante de « Protestant Ascendancy » (élue par quelques milliers d'hommes) et généralement par le vice-roi qui était nommé par le gouvernement de Londres. La Société des Irlandais unis proposait un système démocratique avec 300 circonscriptions où tous les hommes adultes seraient électeurs et, inévitablement, une rupture avec Londres.

## Développement du mouvement

Drapeau irlandais à la bataille d'Arklow.

Dublin suivit rapidement l'exemple de Belfast en créant, le 9 novembre, sa propre section des Irlandais unis. L'organisation s'associa également à une association catholique secrète — les Defenders — et bon nombre de ses cellules furent exploitées de facto comme des agences des Irlandais unis. Le mouvement développa rapidement une stratégie de propagation de ses idéaux au moyen de brochures, dépliants, journaux, ballades, enseignements et émissaires itinérants. Le journal de la Société, le Northern Star en particulier, fut une réussite à la fois politique et commerciale et eut un large lectorat jusqu'à sa suppression en 1797. Le développement de la société était observé avec une inquiétude croissante par les autorités et le mouvement fut interdit en 1793 après la déclaration de guerre de la France à l'Angleterre.

### 1793-1797
Après la déclaration de guerre française à l'Angleterre, le mouvement s'enfonça de plus en plus dans la clandestinité au fur et à mesure qu'il devenait déterminé à mener une révolte contre la domination britannique. La direction du parti était divisée entre ceux qui souhaitaient attendre de l'aide française avant d'agir et les éléments plus radicaux qui voulaient aller de l'avant malgré tout. Toutefois, la répression d'une rébellion sanglante éclatée dans le comté de Leitrim en 1793 fit que la première faction l'emporta et des liens furent noués avec le gouvernement révolutionnaire français avec instruction d'attendre envoyée à l'ensemble des membres de la Société.
Inquiète de cette activité, l'administration de Dublin concéda quelques réformes, accordant le droit de vote aux catholiques, leur permettant de devenir avocats et de s'inscrire au Trinity College de Dublin en 1793. Le fouage, impôt payé par tous les ménages, fut aboli en 1795 et le collège pontifical St-Patrick à Maynooth créé. Toutefois, les catholiques continuaient de rejoindre la Société et de participer à toutes ses activités.
En 1794, William Drennan fut le premier dirigeant à être arrêté et jugé pour sédition lorsque les autorités commencèrent à réagir au développement des Irlandais unis. En 1795, l'ordre d'Orange fut créé en tant que force militaire auxiliaire pour contrecarrer les Irlandais unis sur le terrain et la loyauté de la hiérarchie de l'Église catholique au gouvernement fut confirmée avec l'ouverture du Maynooth College la même année.
Sans en informer les résistants irlandais, une flotte française achemina 15 000 soldats commandés par le général Hoche en Irlande en 1796 et passa plusieurs jours en vue des côtes de Cork dans la baie de Bantry mais les conditions météorologiques étaient telles qu'ils ne purent débarquer. Le gouvernement britannique répondit à cette tentative d'invasion en arrêtant une grande partie de la direction des Irlandais unis et en imposant la loi martiale à partir du 2 mars 1797, tentant de briser le mouvement par l'utilisation généralisée de la terreur pendant les recherches d'armes.

### La rébellion de 1798

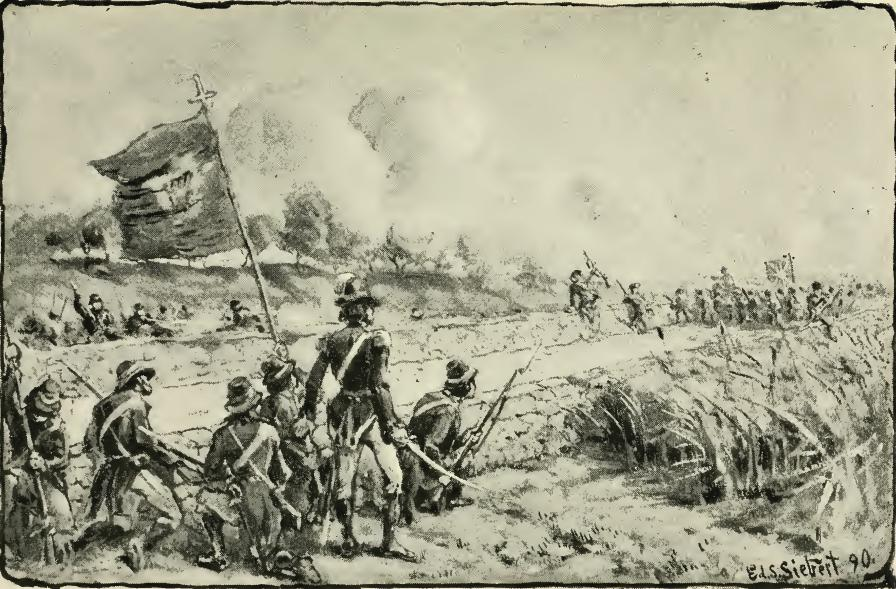
Rebelles irlandais à la bataille de Killala en 1798.

Au début de 1798, les membres de la Société (280 000 membres assermentés) étaient sous forte pression, souffrant du régime de terreur imposé par le gouvernement tout en ayant ordre de ne rien faire jusqu'à l'arrivée de l'aide française. En mars 1798, la majeure partie de la direction fut arrêtée et des soulèvements anticipés éclatèrent en Tipperary, mais les dirigeants restants étaient toujours dans l'indécision. Enfin, la pression montant, la date du soulèvement général fut fixée au 23 mai, sans aide française. Toutefois, les renseignements recueillis par le gouvernement auprès de ses informateurs conduisirent à l'arrestation de Lord Edward Fitzgerald et de Samuel Neilson peu avant son déclenchement mais, surtout, firent échouer les opérations prévues à Dublin qui devait être le noyau central de la rébellion.
Des dizaines de milliers de personnes prirent cependant les armes dans les comtés environnants, mais la rébellion souffrit sérieusement d'un manque de direction et fut écrasée avec une extrême brutalité. Les révoltés rencontrèrent peu de victoires, sauf à Wexford où un certain nombre de civils loyalistes, en grande partie protestants, furent massacrés ce qu'utilisa les ennemis des Irlandais unis pour soulever le spectre du sectarisme et affaiblir leur mouvement non sectaire.
Le 6 août 1798, une petite escadre pris la mer avec un millier d’hommes à son bord, sous le commandement du général Humbert. Le 27 août 1798, lors de la bataille de Castlebar, les forces françaises et les rebelles irlandais l’emportèrent sur une force de 6 000 Britanniques dans ce qui fut plus tard surnommé la « course de Castlebar » pour se moquer de la vitesse et la distance que les Anglais parcoururent dans leur fuite. Une éphémère république de Connaught a été déclaré après la victoire et John Moore, chef de la Société des Irlandais unis, a été déclaré son président. En octobre, Wolfe Tone lui-même fut fait prisonnier lorsqu'une nouvelle flotte française de soutien, forte de 3 000 hommes, fut interceptée et battue par la Royal Navy près de l'île de Toraigh.
Après sa capture, Wolfe Tone déclara : « Depuis ma plus tendre jeunesse, j'ai considéré le lien entre l'Irlande et la Grande-Bretagne comme la malédiction pour la nation irlandaise et été convaincu que, tant qu'il durerait, ce pays ne serait jamais libre et heureux. Par conséquent, j'ai fait tout ce qu'il m'était possible de faire pour séparer les deux pays ». Après s'être vu refuser la mort en soldat par un peloton d'exécution, Wolfe Tone évita la pendaison en se tranchant la gorge.
La fin de l'insurrection fut suivie par une nouvelle période de répression des Irlandais unis car l'amnistie générale offerte par Cornwallis excluait expressément les chefs rebelles qui étaient très souvent des Irlandais unis. Toutefois, la Société réussit à survivre à la fois comme organisation clandestine, en particulier à Dublin, et comme force militaire avec plusieurs bandes rebelles encore actives, bien que très réduites et limitées à quelques comtés.